# Maschseefest

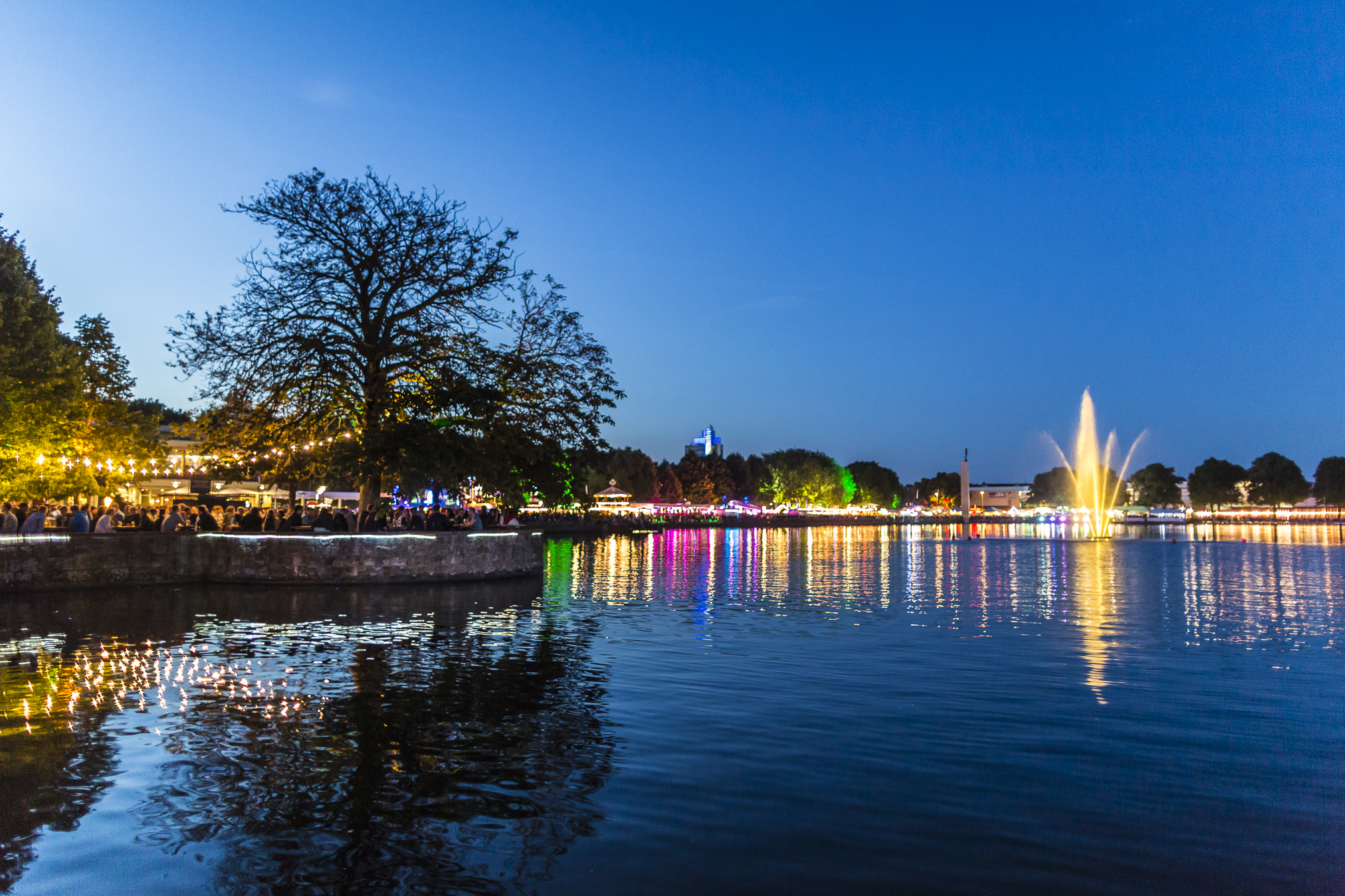
Maschseefest, Blick auf das Nordufer

Das Maschseefest (früher: Maschseetage) ist ein knapp dreiwöchiges Fest in Hannover, das jährlich im Sommer an den Uferpromenaden rund um den Maschsee stattfindet. Es gilt als Deutschlands größtes Seefest.

## Geschichte

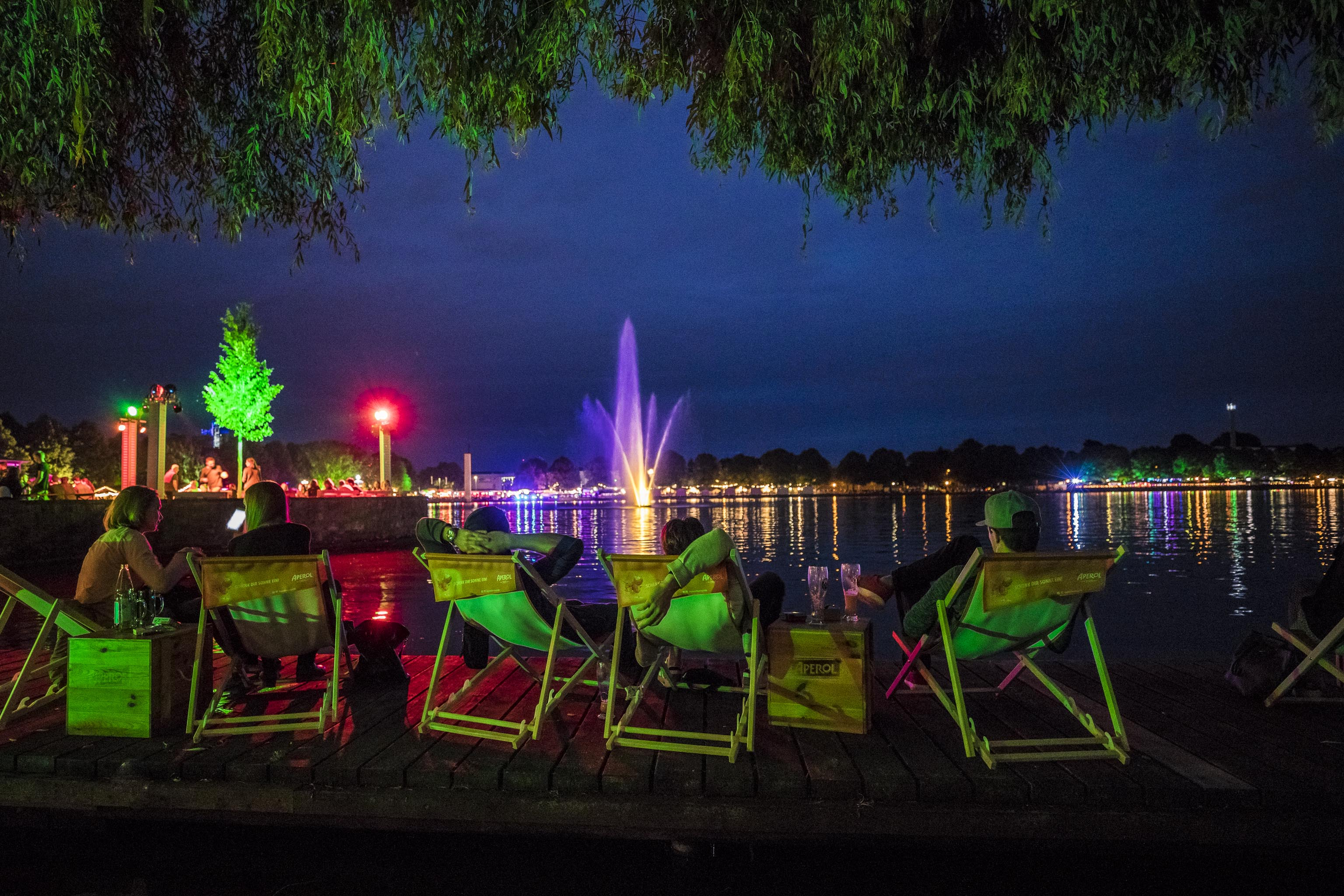
Maschseefest Westufer

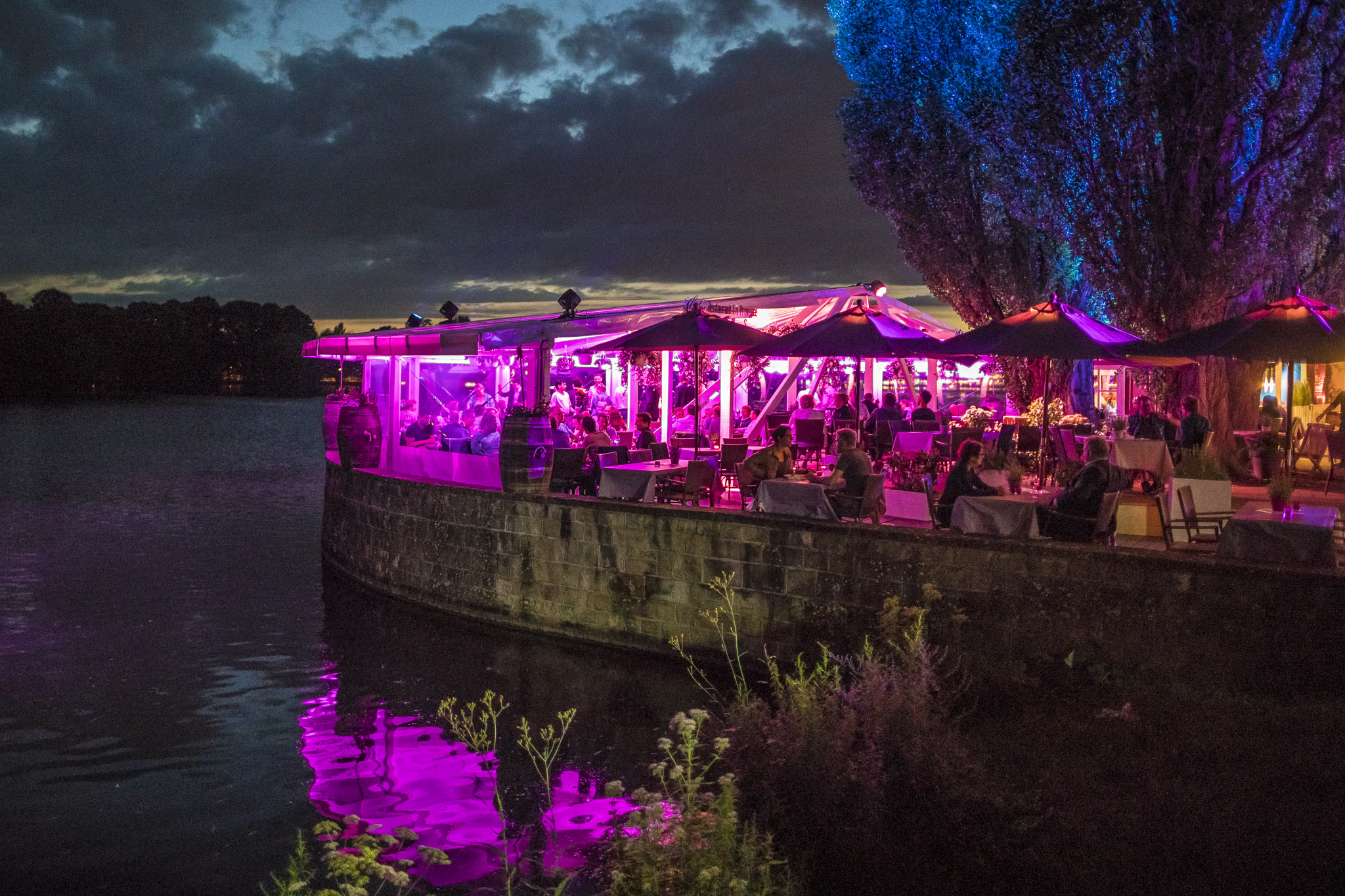
Maschseefest Ostufer

Die Feierlichkeiten der Maschseetage wurden erstmals 1950 im Rahmen der Deutschen Kanumeisterschaften von den hannoverschen Kanusportlern als „Wassersportwoche“ begangen. In der Folge wurden die Veranstaltungen rund eineinhalb Jahrzehnte hindurch mit sportlichen unterhaltenden Begleitprogrammen durchgeführt.
In den 1970er Jahren gab es Versuche, die Maschseetage wieder zu beleben. Als eigentlicher Auftakt des heutigen Maschseefests gilt das Jahr 1986. Im Februar des Jahres, als es wochenlangen Dauerfrost gab, wurde auf und am See ein „Eisfest“ mit rund 170.000 Teilnehmern organisiert. Das war ein neuer Rekord. Zeitgleich jährte sich die Eröffnung des Maschsees 1986 zum 50sten Mal.
Im Premierenjahr 1986 wurden etwa 70.000 Besucher geschätzt. Heute gehört das Maschseefest inzwischen zu den größten Veranstaltungen in Norddeutschland mit über zwei Millionen Besuchern. Laut Veranstalterangaben kamen 2009 rund 40 % der Besucher von außerhalb. 2010 traten 120 Musikgruppen und 25 Kleinkünstler auf den fünf Bühnen auf. 2011 bemühten sich die Veranstalter um ein stärkeres maritimes Flair bei den Bewirtungsständen und Veranstaltungen, unter anderem durch Strandlounges, eine Piratenlandschaft sowie das Aufstellen von Leuchttürmen zur Dekoration.

## Besucherzahlen

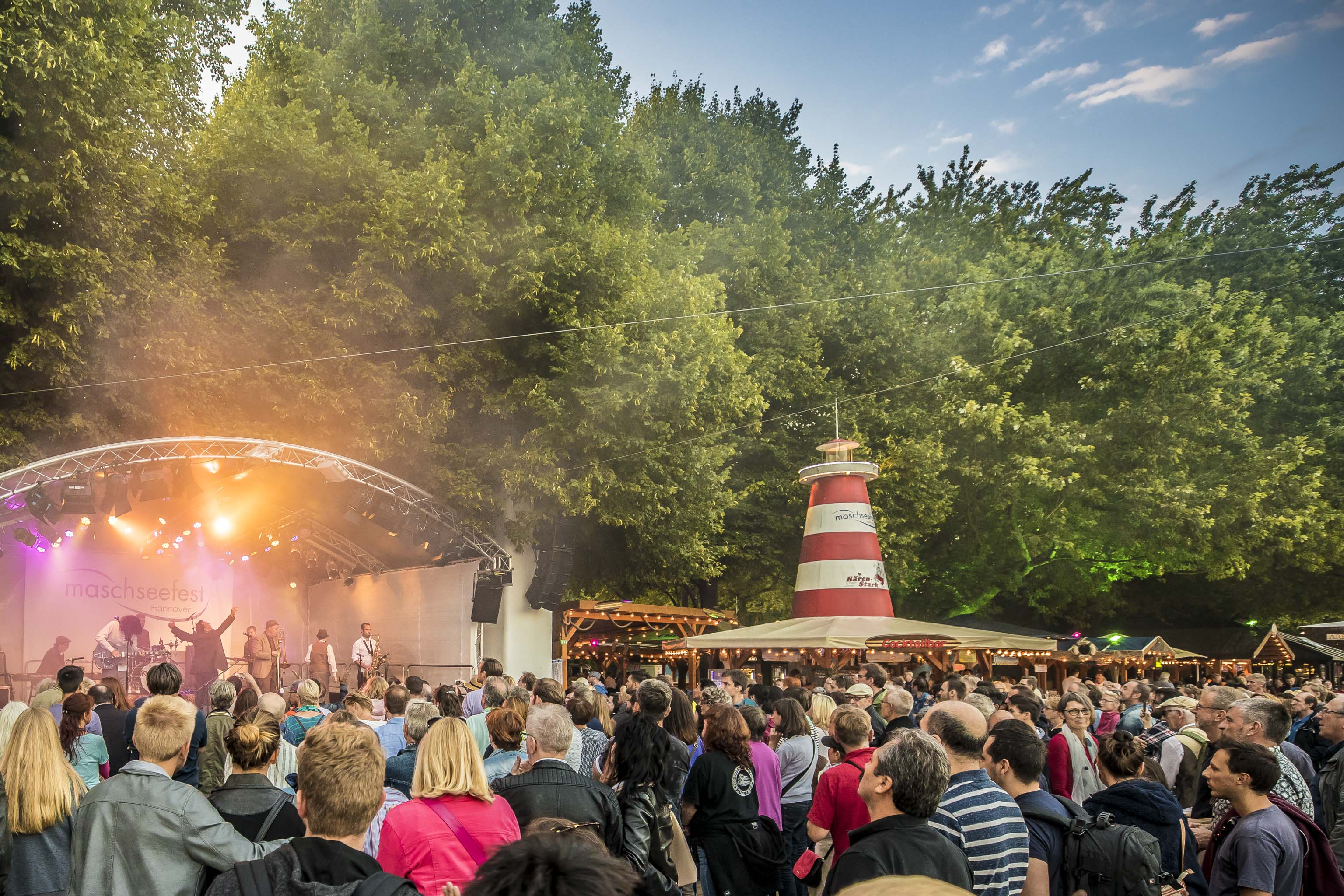
Maschseefest Bühne

| Jahr | Besucher  | Quelle |
| ---- | --------- | ------ |
| 1986 | 0,07 Mio. | [ 1 ]  |
| 2010 | 2,30 Mio. | [ 3 ]  |
| 2011 | 1,80 Mio. | [ 3 ]  |
| 2012 | 2,30 Mio. | [ 4 ]  |
| 2013 | 2,20 Mio  | [ 5 ]  |
| 2014 | 2,00 Mio. | [ 6 ]  |
| 2015 | 2,25 Mio. | [ 7 ]  |
| 2016 | 1,78 Mio. | [ 8 ]  |
| 2017 | 1,70 Mio. | [ 9 ]  |
| 2018 | 2,43 Mio. | [ 10 ] |
| 2019 | 1,97 Mio. | [ 11 ] |
| 2022 | 2,20 Mio. | [ 12 ] |
| 2023 | 1,70 Mio. | [ 13 ] |
| 2024 | 2,15 Mio. | [ 14 ] |
| 2025 | 2,10 Mio. | [ 15 ] |

## Aktivitäten
Das Maschseefest beginnt am ersten Tag mit einem Eröffnungsfest mit Musik-, Kostüm- und Tanzdarbietungen. Als Open-Air-Veranstaltung bietet es einen bunten Mix aus Live-Musik, Kleinkunst und Gastronomie. Besonders zahlreich sind die Auftritte professioneller Revival- und Tributebands, die die Musik bekannter Bands spielen, besonders Dire Straits, U2, The Beatles, AC/DC, Queen, Status Quo, ABBA, Depeche Mode und andere. Zu den Stammgästen zählen unter anderem The Beatles Connection, die Toten Ärzte, Mr.Rod, U2-Experience und Mind2Mode, letztere treten als Simple Minds, U2 und Depeche Mode auf. Außerdem treten besonders an den Wochenenden auch prominente Musiker auf. Zur alljährlichen Stammbesetzung des Festes wurden Anfang/Mitte der 2010er Jahre Lotto King Karl oder der 2017 verstorbene Gunter Gabriel gezählt.
Veranstaltungsschwerpunkt ist das Nordufer mit gastronomischen Angeboten und einer Veranstaltungsbühne an einer langen Promenade. Weitere Schwerpunkte mit größeren Bühnen befinden sich an der Löwenbastion, am Südanleger mit einem irisch geprägten Veranstaltungsbereich, (früher Temple Bar genannt, im Jahr 2019 unter dem Namen Duke Irish Pub) und an der Maschseequelle. Die Zahl der Veranstaltungen und Veranstalter hat stetig zugenommen. Dadurch wuchsen die räumlich deutlich auseinander liegenden Festschwerpunkte zunehmend zu einem großen Fest zusammen. Für Kinder und Familien werden auf einer Kinderwiese Aktivitäten wie Hüpfburg, Spiellandschaft, Basteln oder Torwandschießen angeboten. Außerdem finden unter dem Motto Maschsee-Piraten Erlebnisfahrten mit einem Fahrgastschiff der üstra Reisen GmbH (Tochtergesellschaft der hannoverschen Verkehrsbetriebe üstra) statt, das unter dem Namen Üstralala als Piratenschiff ausstaffiert ist. Weitere Aktivitäten sind beispielsweise ein nächtliches Fackelschwimmen im See, ein Entenrennen und ein Fun-Boot-Rennen. Am West- und Südufer finden sich kaum Aktivitäten.
Die Betreiber der gastronomischen Angebote kommen überwiegend aus Hannover und der Region, aber auch aus anderen Teilen Deutschlands In einem mehrstufigen Bewerbungsverfahren mit Antrag, Nachweis von Referenzen sowie Darstellung des gastronomischen Konzeptes der Interessenten werden die Konzessionen für den Standbetrieb jeweils für drei Jahre vergeben.

## Sonstiges
Das Maschseefest 2020 wurde aufgrund der Covid-19-Pandemie bereits im April des Jahres abgesagt. Aus demselben Grund wurde das Maschseefest 2021 auf 2022 verschoben.

## Bildergalerie mit Impressionen vergangener Feste

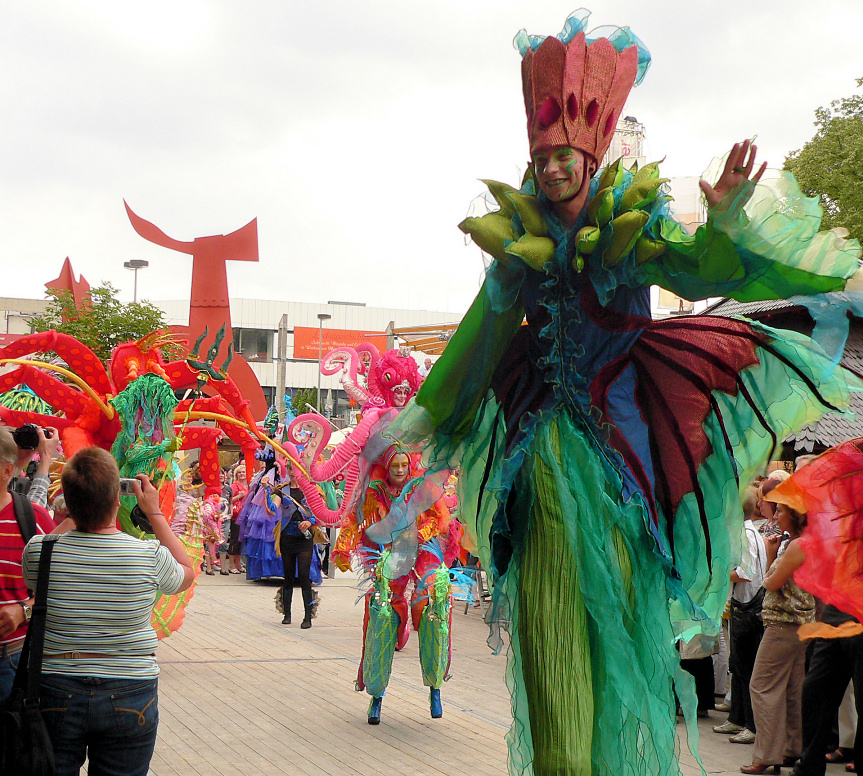
Eröffnung 2010 durch Umzug mit Stelzenläufern
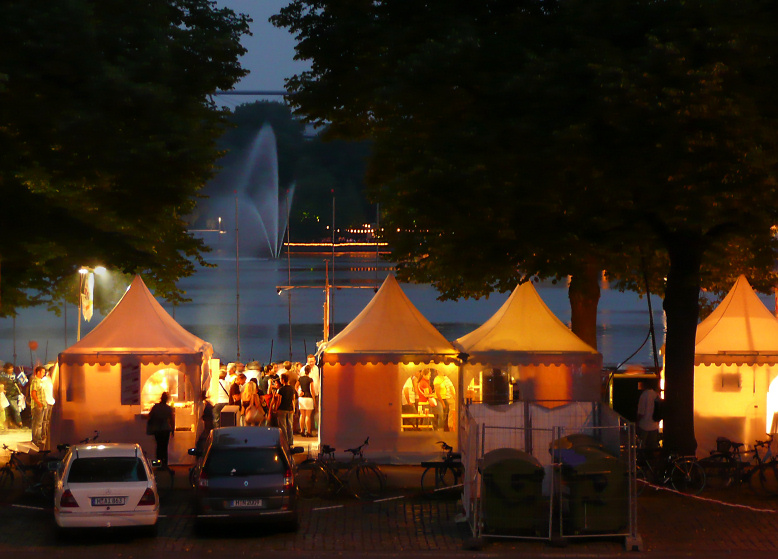
Buden am Ostufer
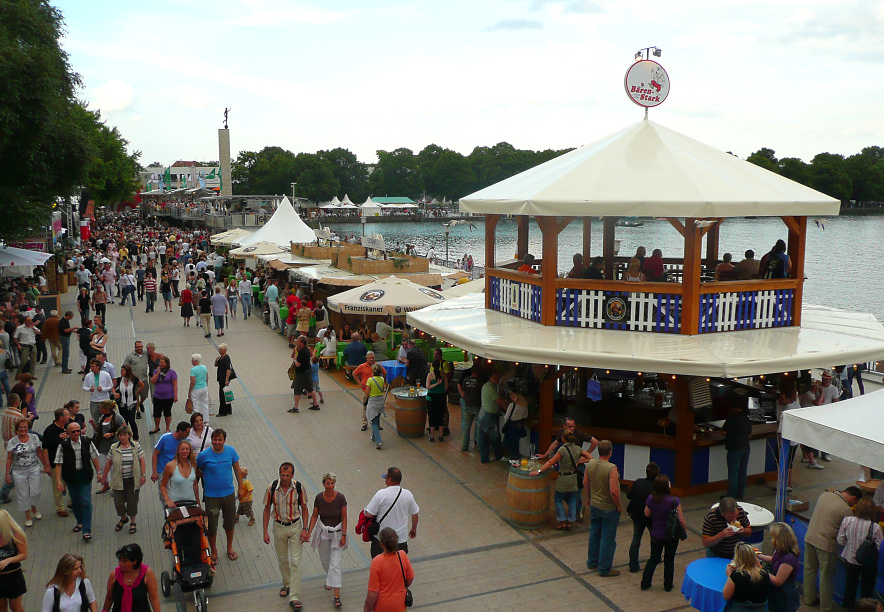
Promenade mit Gastronomieständen am Nordufer
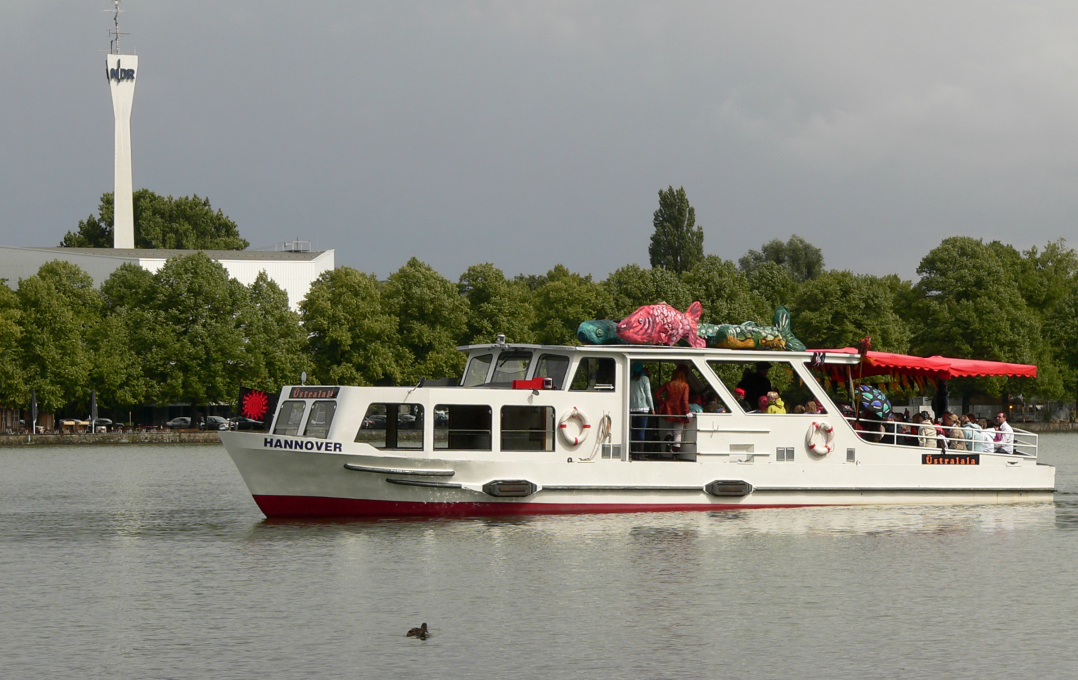
Fahrgastschiff als Piratenschiff Üstralala ausstaffiert
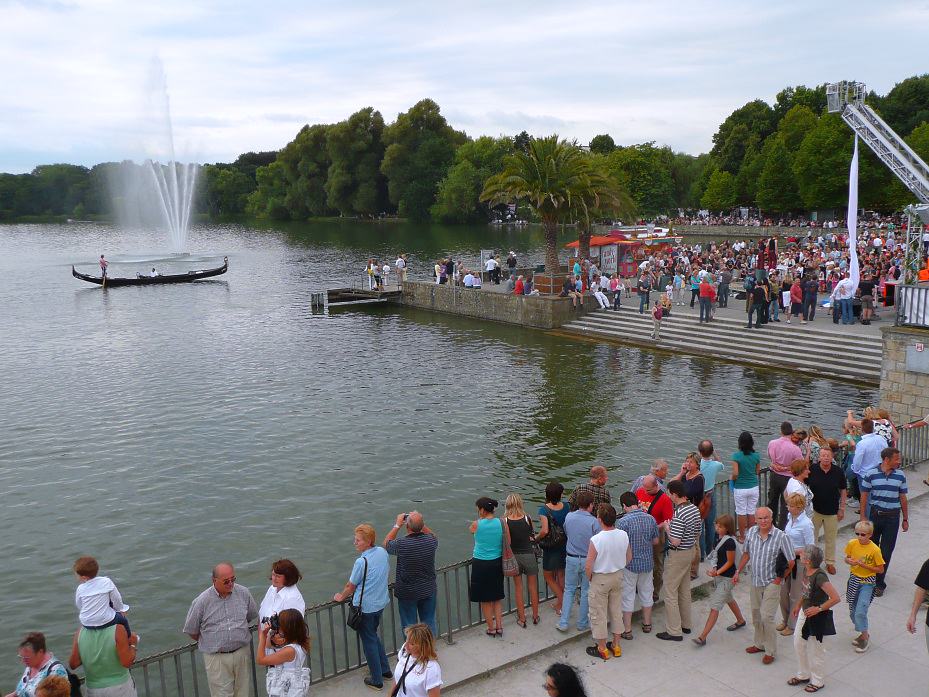
Venezianische Gondel auf dem Maschsee
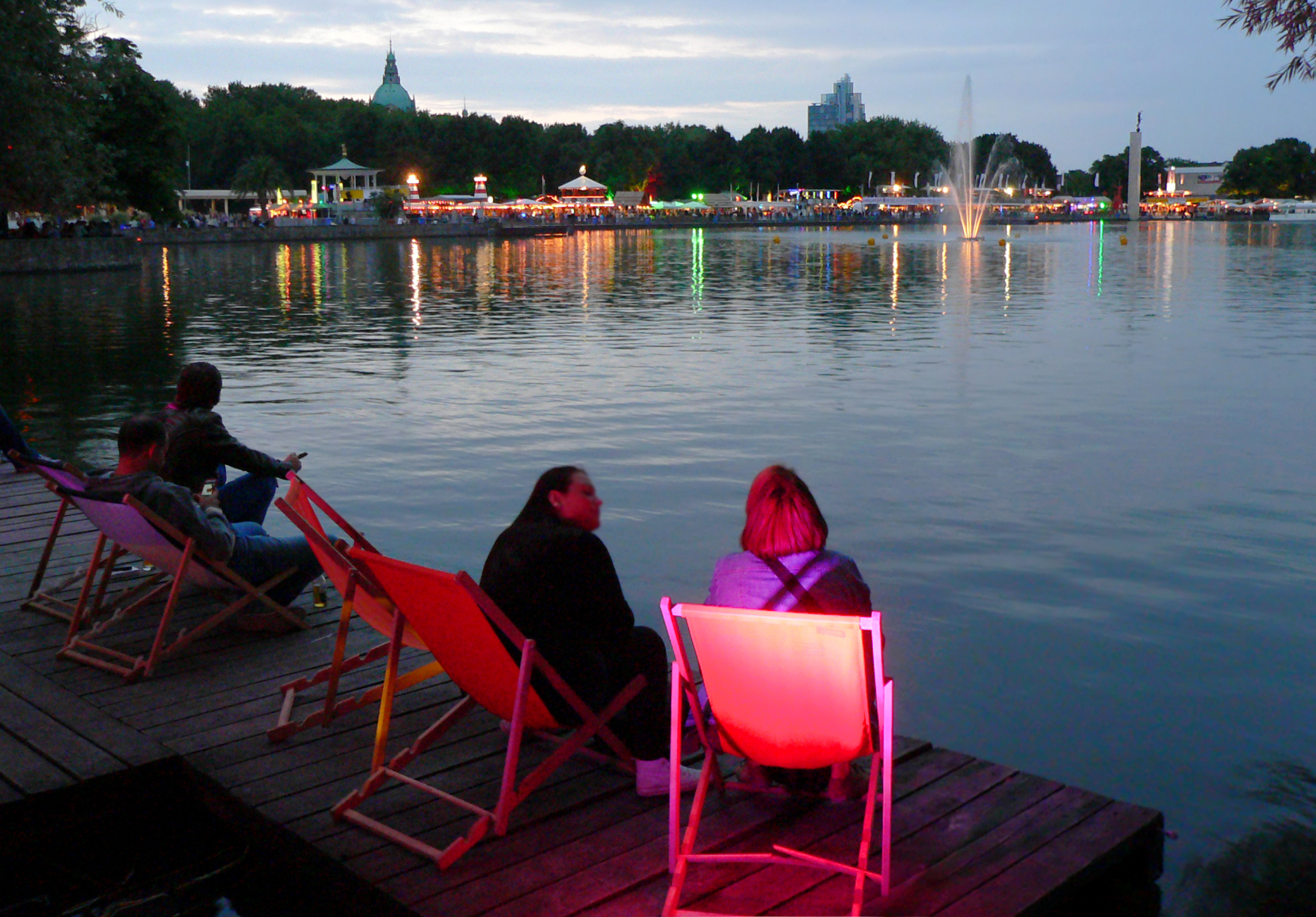
Westufer
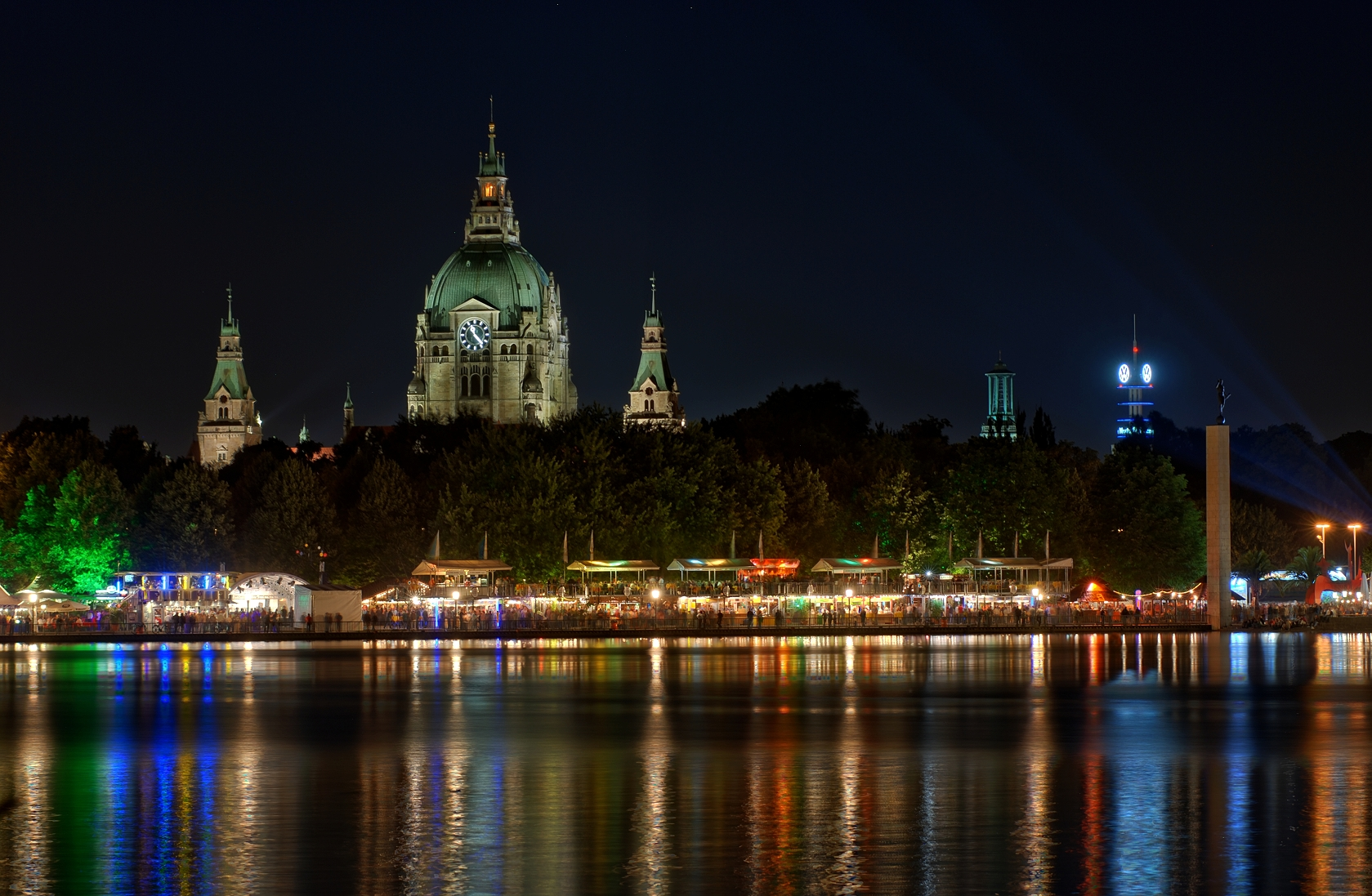
Abendliche Stimmung am Nordufer
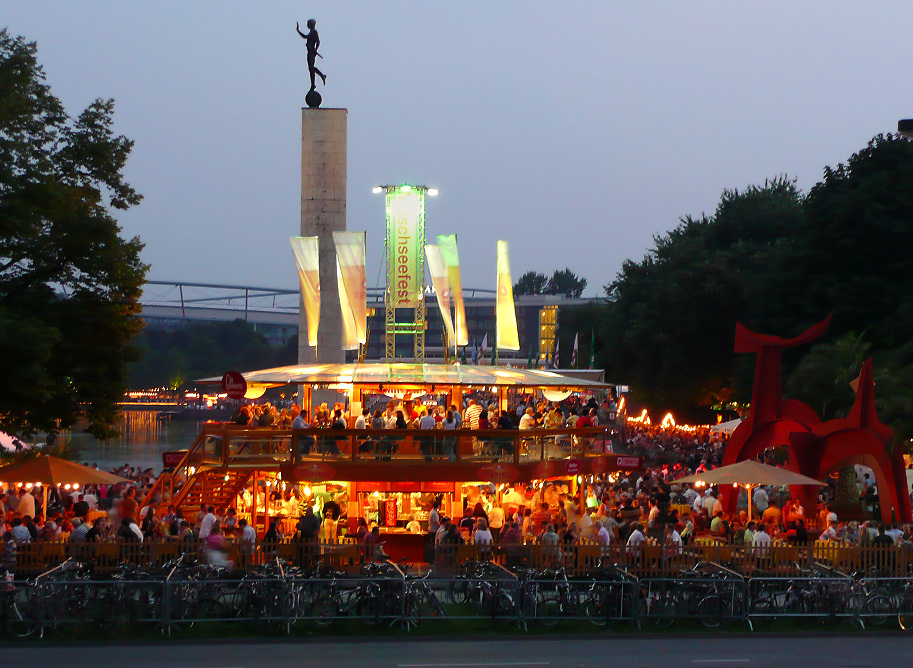
Nordufer Gastronomie